# Фабиан, Лара
Лара́ Фабиа́н (фр. Lara Fabian, урождённая — Лара́ Софи Кэти Крока́рт (нидерл. Lara Sophie Katy Crokaert), — род. 9 января 1970, Эттербек, Бельгия) — канадско-бельгийская певица фламандско-итальянского происхождения, автор песен и композитор. Владеет четырьмя языками — итальянским, французским, испанским и английским. Помимо исполнения песен на этих языках поет на русском и других языках. Представительница Люксембурга на «Евровидении 1988».

## Биография
Лара Фабиан родилась 9 января 1970 года в Эттербеке, пригороде Брюсселя. Её мать Мария Луиза (Серио) — с Сицилии, а её отец Пьер Крокарт — бельгиец. Первые пять лет Лара прожила на Сицилии, и только в 1975 году её родители обосновались в Бельгии. Ларе было 5 лет, когда отец заметил у неё вокальные данные. В 8 лет родители купили ей пианино, на котором она сочиняла свои первые мелодии. В то же время Фабиан начала обучаться в Брюссельской консерватории.
Лара начала свою карьеру в возрасте 14 лет. Её отец был гитаристом и выступал вместе с ней в музыкальных клубах. Параллельно Лара продолжала музыкальные занятия в консерватории. Она участвовала в конкурсах. Например, конкурс «Трамплин» («Tremplin de la chanson») в 1986 году, который она выиграла. Главным призом была запись пластинки. 

В 1987 году Лара записала свою первую «сорокапятку» «L’Aziza est en pleurs» как дань уважения Даниэлю Балавуану, про которого она говорила:
«Балавуан — это пример для подражания. Настоящий мужчина, который жил без компромиссов, всегда делая свой выбор, основываясь на своих представлениях о чести и не оглядываясь на чужое мнение. Человек, которым восхищалось целое поколение».
«L’Aziza est en pleurs» в 2023 году является настоящим раритетом. 
В 2003 году его экземпляр был продан за 3000 евро.
Международная карьера Лары началась в 1988 году, когда она представляла Люксембург на Евровидении-88 с песней Croire («Верить») и где она заняла четвёртое место. сорокапятка «Croire» была продана в Европе в количестве 600 тысяч экземпляров и переведена на немецкий («Glaub») и английский («Trust») языки.
После первого европейского успеха Лара записала вторую пластинку «Je sais».

## В Канаде
Переломный момент в её карьере — 28 мая 1990 года, когда в Брюсселе Лара знакомится с Риком Эллисоном (Rick Allison). Через несколько месяцев они решают попытать счастья в Квебеке и уезжают на другой континент.
Тем временем, Пьер Крокэр (Pierre Crockaert), отец Лары, финансирует её первый альбом, который вышел в августе 1991 года. Синглы «Le jour ou tu partiras» и «Qui pense a l’amour» раскупались мгновенно. На каждом концерте её ждал теплый прием и в 1991 она была номинирована на премию «Felix» (эквивалент Victoires de la Musique).
1994 год был отмечен выходом второго альбома «Carpe Diem» в Канаде, который через две недели после выхода стал золотым. Тогда же Лара представила свой спектакль «Sentiments acoustiques» в двадцати пяти городах Канады. А позднее песня «Si tu m’aimes» из этого же альбома была исполнена самой Ларой, только уже на португальском языке и стала саундтреком к сериалу «Клон».
В 1995 году на церемонии ADISQ awards (канадской ассоциации звукозаписи) Лара Фабиан получает награду как «Лучший исполнитель года» и «Лучший спектакль». В это время Лара Фабиан начинает принимать активное участие в благотворительных акциях.
И 1 июля 1995 года, в национальный Праздник Канады молодая бельгийка получает канадское гражданство.

## «Pure» и покорение Европы
Её третий альбом «Pure» вышел в Канаде в сентябре 1996 года и, меньше чем за две недели, он стал платиновым. На вопрос, почему она назвала свой последний альбом «Pure», Лара ответила: «Это слово лучше всего описывает мою манеру выражать себя со всей откровенностью. Чистый… как вода, как воздух, это неотделимо от моего творчества». За этот альбом в 1997 году Лара получила Felix в номинации «Альбом года». 1997 год — это год возврата на европейский континент. Лара участвует в «Emilie Jolie», спев песню «La Petite fleur triste», написанную Филиппом Шателем (Philippe Chatel).
Альбом «Pure» вышел во Франции 19 июня 1997 года. Успех не заставил себя ждать, и 18 сентября Лара получила свой первый европейский золотой диск. С лета 1997 года она появляется во всех телевизионных передачах и на обложках самых крупных французских журналов. В том же году Лара Фабиан подписала контракт с Sony Music на запись своих английских альбомов.
С 3 ноября 1998 началось большое турне, которое включало в себя концерты во Франции, Монако и Швейцарии. Это был триумф. В феврале 1999 года Лара выпустила двойной Live. Менее чем через 24 часа после выхода этот альбом поднялся на вершины французских хит-парадов, затмив даже мюзикл «Notre-Dame de Paris». Тогда же она была номинирована как «Певица года» в Victoires de la musique. 5 мая 1999 года в Монако на церемонии вручения наград World Music Awards Лара Фабиан выиграла в номинации «Лучшая исполнительница из стран Бенилюкса».

## Первый англоязычный альбом
30 ноября 1999 года певица выпускает свой первый англоязычный альбом. Работая над этим альбомом, она сотрудничала с самыми известными композиторами, которые писали для Барбары Стрейзанд, Мэрайи Кэри, Мадонны и Шер. Тогда же Лара записывает несколько песен на испанском. Объясняя свою симпатию к романским языкам, она сказала, что ритм этих языков отвечает её характеру. Лара завершила 1999 год участием на TF1 31 декабря, где она исполнила несколько песен, в частности дуэт с Патриком Фьори «L’hymne a l’amour».
Весь 2000 год Лара занималась раскруткой своего альбома в США. 29 января 2001 года Лара участвовала в записи спектакля Enfoires. 2 мая в Монте-Карло проходила церемония World Music Awards 2001, где Лара Фабиан получила приз за свои продажи в странах Бенилюкса.

## Творчество в новом столетии
Летом 2001 года Лара участвовала в записи двух песен для американских фильмов. Один из них — это дуэт с Джошем Гробаном «For Аlways», который является заглавной темой к фильму Стивена Спилберга «Искусственный разум». Второй — анимационный фильм «Последняя фантазия: Духи внутри».
28 мая 2001 состоялся официальный выход альбома «Nue» в Монреале. В связи с выходом альбома в Европе 5 сентября Лара организовала несколько встреч с поклонниками в Virgin Megastore в трёх городах Франции — Марселе (с 12 до 13 часов), Лионе (с 16 до 17 часов) и Париже (с 21 до 22 часов). 28 сентября 2001 в Монреале на сцене Molson Лара со многими другими артистами участвовала в благотворительном концерте, средства от которого пошли на нужды жертв теракта 11 сентября в США.
В конце 2002 года Лара Фабиан выступила на сцене в акустическом спектакле «En toute intimité», который вышел на CD и DVD 14 октября 2003 года. С этим спектаклем Лара объездила города Франции, Швейцарии и Бельгии. 27 и 28 февраля 2004 года Лара выступает в зале Wilfrid-Pelletier с симфоническим оркестром Монреаля. 27 и 28 апреля 2004 года Лара выступила и в Москве, на сцене Московского международного дома музыки. В 2004 году Лара Фабиан дебютировала в кино в фильме «De-lovely», музыкальной драме о жизни композитора Коула Портера (Cole Porter).
1 июня 2004 года выходит новый англоязычный альбом «A Wonderful Life». 
С 18 по 20 ноября 2004 Лара участвует в спектакле Autour de la guitare, и в последний вечер она поет «J’ai mal a ca», написанную Ж.-Ф. Лаланном (Jean-Felix Lalanne).
25 февраля 2005 года вышел новый альбом Лары Фабиан под названием «9» с первым синглом «La Lettre», написанным Ж.-Ф. Лаланном.
С сентября 2005 по июнь 2006 года Лара гастролирует по Франции. Её шоу «Un Regard 9» имело огромный успех. Вскоре были выпущены CD с записями шоу и DVD с видеоверсией концерта.

В июне 2007 года на своем сайте Лара известила поклонников о беременности: 
«Это самая прекрасная новость, которую я могла вам сообщить».
До самого рождения ребёнка певица принимала участие в различных концертах и ТВ-шоу.
20 ноября 2007 года на свет появилась малышка Лу, названная в честь мамы Лары Луизы. Отец девочки — известный французский режиссёр Жерар Пулличино.
После рождения ребёнка в ноябре 2007 года последующие несколько месяцев у Лары были связаны c семейными заботами.
Весной 2008 года певица возобновила концертную деятельность. Мини-турне Лары Фабиан началось в Греции, где она выступила с Мариосом Франгулисом (известный греческий певец), продолжилось в России, куда Лара традиционно приезжает каждую весну.
Завершилось на Украине, которую певица посетила впервые.

## «Все женщины во мне»
Летом 2008 года Лара начинает готовить новый альбом. Она решает посвятить его женщинам, оказавшим влияние на её жизнь и творчество. Дата выпуска была назначена на октябрь, но несколько раз переносилась. В итоге, долгожданный «TLFM» («Toutes les femmes en moi» или «Все женщины во мне») мир увидел только в мае 2009 года. Солнечный и светлый, он стал хорошим подарком меломанам в преддверии лета.
Позже — в октябре 2009 года — вышел альбом «Every Woman in Me», для которого Лара исполнила песни своих любимых англоязычных певиц. Этот альбом она записала исключительно в сопровождении фортепиано.
Осенью 2010 года «Toutes les femmes en moi» вышел в Канаде. В диск вошла версия песни «Nuit magique», которую Лара исполнила вместе с канадской певицей Coral Egan.
Выход альбомов сопровождался туром по городам западной и восточной Европы. В том числе Лара посетила Москву, Санкт-Петербург, Киев и Одессу.
Выступая в Москве, певица представила не только новый альбом, но и новый дуэт. 
Вместе с Ларой на сцене выступил известный русский композитор Игорь Крутой. Они исполнили две песни: «Lou» (которую Лара посвятила своей дочурке) и «Demain n’existe pas» (в переводе — «Завтра не существует»).
Шоу «TLFM font leur show» позже было выпущено на DVD.

## «Мадемуазель Живаго»
После того, как Лара представила московской публике свой новый тандем — с российским композитором Игорем Крутым, их сотрудничество стало развиваться и вылилось в целый альбом, музыку к которому написал Игорь Крутой, а слова — традиционно — сама Лара. В него вошли песни на четырёх языках — английском, французском, итальянском и испанском. И кроме того, Лара впервые записала песню на русском — она исполнила «Любовь, похожая на сон» из репертуара Аллы Пугачевой. Альбом был назван «Мадемуазель Живаго» — в честь героини романа Пастернака «Доктор Живаго», которой Лара обязана своим именем.
После выхода альбома Лара Фабиан и Игорь Крутой отправились в небольшое турне, выступив с одноимённой программой в Киеве, Минске, Москве и Санкт-Петербурге.
Как дополнение к альбому, была снята серия клипов, объединённых в один музыкальный фильм. Премьера фильма состоялась в апреле 2013 года.
Осенью 2010 года вышел «Best of» Лары Фабиан. Диск включает лучшие композиции певицы и две новые песни: «On s’aimerait tout bas» и «Ensemble» (виртуальный дуэт с Рэем Чарльзом).

## «Le Secret»
15 апреля 2013 года Лара Фабиан выпустила новый альбом под названием «Le Secret» («Секрет»), он состоит из двух дисков и включает 17 песен, в том числе песни «Mirage» и «Le secret», которые ранее исполнялись Ларой Фабиан на её акустических концертах. В конце февраля 2013 года вышел первый сингл с нового альбома — «Deux ils, deux elles» («Двое их, две их»), а 4 апреля — клип на эту песню, в съемках которого приняли участие поклонники певицы. Также в день выхода альбома Лара провела небольшой концерт-презентацию в Théâtre de Paris, на котором были исполнены песни из «Секрета». Мировой тур в поддержку альбома должен был стартовать в сентябре 2013 года и включить в себя по разным данным от 60 до 80 концертов в Бельгии, Франции, Швейцарии, США (концерт в знаменитом нью-йоркском Карнеги-холле) и России (Москва, Кремль; Калининград) и Беларуси (Минск) и Латвии (Рига). 
В январе 2014 года Лара сообщила, что по медицинским причинам (начались проблемы со слухом) тур отменяется.

## Фестиваль Сан-Ремо 2015
Лара принимала участие в 65-м фестивале итальянской песни Сан-Ремо 2015, где исполнила песню «Voice» (Голос);

## Вокальные данные
Критики называют голос Лары Фабиан «ангельским» и классифицируют как лирическое сопрано. Умело использует высокие ноты эстрадного регистра.

## Личная жизнь
- Фактический муж до 2012 года — Жерар Пулличино, режиссёр и продюсер, композитор.
  - дочь — Лу Пулличино родилась 20 ноября 2007 года; Лара назвала дочь в честь своей матери.
- Муж — Габриэль Ди Джорджио (с 2013 года), иллюзионист.

## Дискография
| - Lara Fabian (1991) - Carpe diem (1994) - Pure (1996) - Lara Fabian (1999) - Nue (2001) - A Wonderful Life (2004) - 9 (2005) | - Toutes les femmes en moi (2009) - Every Woman in Me (2009) - Мадемуазель Живаго (2010) - Le secret (2013) - Ma vie dans la tienne (2015) - Camouflage (2017) - Papillon (2019) - Lockdown Sessions (2020) |